# Szpaki (rejon miorski)
Szpaki – dawna wieś. Tereny na których leżała znajdują się obecnie na Białorusi, w obwodzie witebskim, w rejonie miorskim, w sielsowiecie Zaucie.

## Historia
W czasach zaborów wieś włościańska w gminie Jazno, w powiecie dzisieńskim, w guberni wileńskiej Imperium Rosyjskiego.
W latach 1921–1945 wieś leżała w Polsce, w województwie wileńskim, w powiecie dziśnieńskim, w gminie Jazno.
Według Powszechnego Spisu Ludności z 1921 roku zamieszkiwało tu 80 osób, 5 było wyznania rzymskokatolickiego a 75 prawosławnego. Jednocześnie 53 mieszkańców zadeklarowało polską a 27 białoruską przynależność narodową. Było tu 14 budynków mieszkalnych. W 1931 w 17 domach zamieszkiwało 89 osób.
Wierni należeli do parafii rzymskokatolickiej w Jaźnie i prawosławnej w Ćwiecinie. Miejscowość podlegała pod Sąd Grodzki w Dziśnie i Okręgowy w Wilnie; właściwy urząd pocztowy mieścił się w Jaźnie.